# Олликайнен, Эва
Эва Олликайнен (фин. Eva Ollikainen) (род. 12 февраля 1982, Эспоо, Финляндия) — финский дирижёр. Главный дирижёр Исландского симфонического оркестра с сезона 2020/2021.

## Биография
Родилась 12 февраля 1982 года в Эспоо, пригороде Хельсинки. Заниматься игрой на фортепиано начала с 3 лет, одновременно стала учиться игре на скрипке и английском рожке. Первые занятия дирижированием Эва начала в 12 лет. С 1994 по 2002 годы обучалась в Академии Сибелиуса и окончила её в 2002 году со степенью мастера музыки по специальности «фортепиано». Обучалась дирижированию в классах Йорма Панула и Лейфа Сегерстама. Олликайнен стала членом Финского ансамбля современной музыки "Уусинта", на этом посту она осуществила премьеры различных произведений финских композиторов.
В 2003 году Олликайнен победила на Втором конкурсе дирижёров Йорма Панула. Затем, в 2005 году, она дебютировала в качестве приглашённого дирижёра с Исландским симфоническим оркестром. Летом 2006 года она была ведущим научным сотрудником Музыкального центра Танглвуд, единственным в том году, у которого уже было представительство в агентстве. С 2007 по 2010 (трижды) и в 2019 году Эва возвращалась к работе с Исландским симфоническим оркестром.
В июне 2017 года Арктический камерный оркестр (швед. Nordiska Kammarorkestern) анонсировал назначение Эвы Олликайнен на должность главного дирижёра с сезона 2018/2019, контракт рассчитан на 3 сезона.  Этот пост стал первым в карьере Олликайнен в качестве главного дирижёра, а также она стала первой женщиной-дирижёром в данном оркестре.  В июне 2019 года Эва получила назначение на пост главного дирижёра и художественного консультанта Исландского симфонического оркестра, контракт вступает в силу с начала сезона 2020/2021 и продлится до 2024 года. Олликайнен стала первой женщиной — главным дирижёром в Исландском симфоническом оркестре. В ноябре 2019 года Оркестр делла Тоскана назначил Эву на должность главного дирижёра своего оркестра с началом контракта в сезоне 2020/2021, и вновь Олликайнен стала первой женщиной-дирижёром в этом оркестре.